# إبراهيم بن لقمان
إبراهيم بن لقمان (1216 - 1294م) هو قاضي ووزير عاصر الأيوبيين والمماليك في مصر. ولد في بلدة أسعد شرقي دجلة ثم انتقل إلى بلدة آمد التي عمل في ديوان ناظرها كاتبًا، ولما استولى الملك الكامل علي آمد، أعجب به الوزير بهاء الدين زهير وعرض عليه الذهاب إلى مصر ليعمل في ديوان إنشائها، وبعد اعتزال بهاء الدين زهير عام 1249م تولّى ابن لقمان دار الإنشاء بدلاً منه. عرف ابن لقمان تاريخيا بأنه صاحب الدار التي أُسر فيها لويس التاسع ملك فرنسا. تولّى ابن لقمان الوزارة مرتين أولاهما عام 1279 لمدة أربعة أشهر والثانية عام 1280 لمدة ثمانية أشهر.